# Episodi di About a Boy (prima stagione)
La prima stagione della serie televisiva About a Boy, è stata trasmessa in prima visione negli Stati Uniti d'America sul canale NBC dal 22 febbraio 2014.
In Italia la stagione è inedita.
| nº | Titolo originale       | Titolo italiano | Prima TV USA     | Prima TV Italia |
| -- | ---------------------- | --------------- | ---------------- | --------------- |
| 1  | Pilot                  |                 | 22 febbraio 2014 |                 |
| 2  | About a Pool Party     |                 | 4 marzo 2014     |                 |
| 3  | About a Godfather      |                 | 11 marzo 2014    |                 |
| 4  | About a Girl           |                 | 18 marzo 2014    |                 |
| 5  | About a Plumber        |                 | 25 marzo 2014    |                 |
| 6  | About a Bubble         |                 | 1º aprile 2014   |                 |
| 7  | About a Poker Night    |                 | 8 aprile 2014    |                 |
| 8  | About a Slopmaster     |                 | 15 aprile 2014   |                 |
| 9  | About a Kiss           |                 | 22 aprile 2014   |                 |
| 10 | About a Boy's Father   |                 | 29 aprile 2014   |                 |
| 11 | About a Birthday Party |                 | 6 maggio 2014    |                 |
| 12 | About a Hammer         |                 | 13 maggio 2014   |                 |
| 13 | About a Rib Chute      |                 | 13 maggio 2014   |                 |